# 久保智裕
久保 智裕（くぼ ともひろ、1989年5月25日 - ）は、日本の俳優。旧芸名は久保 翔（くぼ しょう）。東京都町田市出身。オスカープロモーション所属。身長175cm。

## 略歴
2006年12月2日、第19回『ジュノン・スーパーボーイ・コンテスト』で最終選考会出場し、マイ・フェア・ボーイ賞を受賞。JB5のメンバーとなる。また、これを機にスターダストプロモーションに所属する。
2007年6月1日放送のテレビ朝日系ドラマ『生徒諸君!』第7話に日向悠一郎の弟役で出演し俳優デビュー。
2009年、特撮ドラマ『トミカヒーロー レスキューファイアー』で炎タツヤ / ファイアー1役で初主演を果たす。
2012年2月末、スターダストプロモーションを退所。
2013年、久保智裕に芸名を変える。

## 出演

### テレビドラマ
- 生徒諸君! 第7話（2007年6月1日、テレビ朝日） - 日向悠一郎の弟 役
- 愛の劇場 マイフェアボーイ（2007年6月4日 - 7月13日、TBS） - 八王子信之介 役
- ここはグリーン・ウッド（2008年7月 - 9月、TOKYO MX・TVK 他11局） - 布施直 役
- トミカヒーロー レスキューファイアー（2009年4月4日 - 2010年3月27日、テレビ愛知・テレビ東京） - 主演・炎タツヤ / ファイアー1 / ファイアー1X 役
- 古代少女隊ドグーンV 第9話（2010年12月1日、毎日放送） - 雨宮翔太と同じ講義を受けた生徒 役
- お助け屋☆陣八 第11話（2013年3月21日、読売テレビ） - チンピラ 役
- 月曜ゴールデン 税務調査官・窓際太郎の事件簿25（2013年7月15日、TBS）
- 明日の光をつかめ -2013 夏-（2013年7月、東海テレビ） - 不良 役
- 殺しの女王蜂 第8話（2013年11月22日、テレビ東京） - 三島ユウキ 役
- 大河ドラマ 軍師官兵衛（2014年4月 - 6月、NHK総合） - 荒木家近習 役
- 破裂 第4・7話（2015年10月31日・11月21日、NHK） - 研究員 役

### ウェブドラマ
- 仮面ライダーアマゾンズ（2016年4月 - 、Amazon Prime Video） - 浅井 役

### 映画
- 同級生（2008年5月10日） - 加藤翔一 役
- 体育館ベイビー（2008年5月10日） - 加藤翔一 役
- クジラ 極道の食卓（2009年2月14日） - 藤田良平 役

### 舞台
- 華鬼（2010年7月2日 - 7月11日、池袋シアターグリーンBIG TREE THEATER） - 早咲水羽 役
- ドリームレスキュー・言うことナース！〜エピソードゼロなのですぅ〜（2011年6月28日 - 7月3日、新宿シアターミラクル） - 主演・永井レイジ 役
- W-Speak第5回公演 カンキン!!（2013年3月、赤坂元気劇場） - チャチャイ 役
- BURST+ 第1章「起」（2013年4月26日 - 4月28日、新宿タイニイアリス）
- ファウト〜愛の剣士たち〜（2014年6月27日 - 7月7日、AjiaTheaterTokyo / 7月12日・13日、森ノ宮ピロティホール） - 森の剣士カスメ 役
- 遙かなる時空の中で5（2014年9月24日 - 10月1日、全労済ホール/スペース・ゼロ / 12月3日 - 7日、全労済ホール/スペース・ゼロ） - マコト 役

### 雑誌
- JUNON（主婦と生活社） - レギュラー

### プロモーションビデオ
- ナスカ「I LOVE YOU!」（2007年8月8日）
- JUNON恋愛小説「同級生」「体育館ベイビー」メイキングDVD
- D-51「ロード」（2009年2月4日）

### CM
- バンダイナムコ「機動戦士ガンダムvsガンダム」（2008年）

### テレビアニメ
- ファイ・ブレイン 神のパズル 第10話（2011年12月11日、NHK Eテレ） - AD 役